# Prosevania
Prosevania är ett släkte av steklar. Prosevania ingår i familjen hungersteklar.

## Dottertaxa tillProsevania, i alfabetisk ordning[1]
- Prosevania abdominalis
- Prosevania aethiopica
- Prosevania afra
- Prosevania alboannulata
- Prosevania albocalcarata
- Prosevania annularis
- Prosevania annulata
- Prosevania annulipes
- Prosevania antennalis
- Prosevania araticeps
- Prosevania arcigera
- Prosevania bicolor
- Prosevania bifida
- Prosevania binghami
- Prosevania bradleyi
- Prosevania brevithorax
- Prosevania bumbana
- Prosevania butuanensis
- Prosevania carinifrons
- Prosevania collaris
- Prosevania cristatifrons
- Prosevania deesaensis
- Prosevania desaegeri
- Prosevania divergens
- Prosevania dolichogaster
- Prosevania dolichopus
- Prosevania enderleini
- Prosevania enderleiniana
- Prosevania erythrosoma
- Prosevania euerythrothorax
- Prosevania fasciatipennis
- Prosevania flabellata
- Prosevania flavocoxalis
- Prosevania fletcheri
- Prosevania formosana
- Prosevania fuscipes
- Prosevania ghesquieri
- Prosevania grisea
- Prosevania humilis
- Prosevania incerta
- Prosevania inchoata
- Prosevania interstitialis
- Prosevania ituriensis
- Prosevania kivuana
- Prosevania lateralis
- Prosevania levifrons
- Prosevania lombokiensis
- Prosevania luzonica
- Prosevania mahagiensis
- Prosevania malayana
- Prosevania montana
- Prosevania mueggenburgi
- Prosevania multicolor
- Prosevania nigrithorax
- Prosevania nigrocalcarata
- Prosevania nongpohensis
- Prosevania nyassica
- Prosevania orientalis
- Prosevania origena
- Prosevania palniensis
- Prosevania pandai
- Prosevania parerythrothorax
- Prosevania peradeniyae
- Prosevania petiolistriata
- Prosevania philippinensis
- Prosevania pilosa
- Prosevania pilosipes
- Prosevania pubipennis
- Prosevania pulchra
- Prosevania punctaticrus
- Prosevania pusilla
- Prosevania pyrrhosoma
- Prosevania pyrrhosomoides
- Prosevania rimiceps
- Prosevania rimiscutellata
- Prosevania rimosa
- Prosevania rodhaini
- Prosevania rubripes
- Prosevania rufiscapa
- Prosevania rufoniger
- Prosevania rutshurica
- Prosevania sauteri
- Prosevania setosa
- Prosevania shelfordi
- Prosevania sidapurensis
- Prosevania simillima
- Prosevania solox
- Prosevania striaticeps
- Prosevania striatiscutis
- Prosevania subtangens
- Prosevania sumatrensis
- Prosevania tenuicornis
- Prosevania trichiosoma
- Prosevania tricolor
- Prosevania variiceps
- Prosevania variipennis
- Prosevania variistilus
- Prosevania verrucosa
- Prosevania verrucosipes
- Prosevania villosa
- Prosevania violaceipennis
- Prosevania wittei